# Xã Broad Top, Quận Bedford, Pennsylvania
Xã Broad Top (tiếng Anh: Broad Top Township) là một xã thuộc quận Bedford, tiểu bang Pennsylvania, Hoa Kỳ. Năm 2010, dân số của xã này là 1.687 người.